# Карлос (лунный кратер)
Кратер Карлос (лат. Carlos) — небольшая впадина в районе борозды Хэдли на видимой стороне Луны. Название дано по испанскому мужскому имени и утверждено Международным астрономическим союзом в 1976 году.

## Описание кратера
Кратер Карлос располагается на южном окончании борозды Хэдли, ответвляясь от неё в северном направлении. По соседству от кратера находятся другие подобные образования — Бела, Тайзо и Джомо на юге.
Селенографические координаты центра кратера — 24°55′ с. ш. 2°17′ в. д. / 24,91° с. ш. 2,28° в. д., длина — 4,7 км, глубина — 0,7 км.
Кратер Карлос имеет удлиненную форму с размерами приблизительно 4,7×1 км. Его природа не вполне ясна. Возможно, что кратер Карлос вместе со своими соседями, перечисленными выше, являются лишь искривленными сегментами более крупной циркулярной структуры.

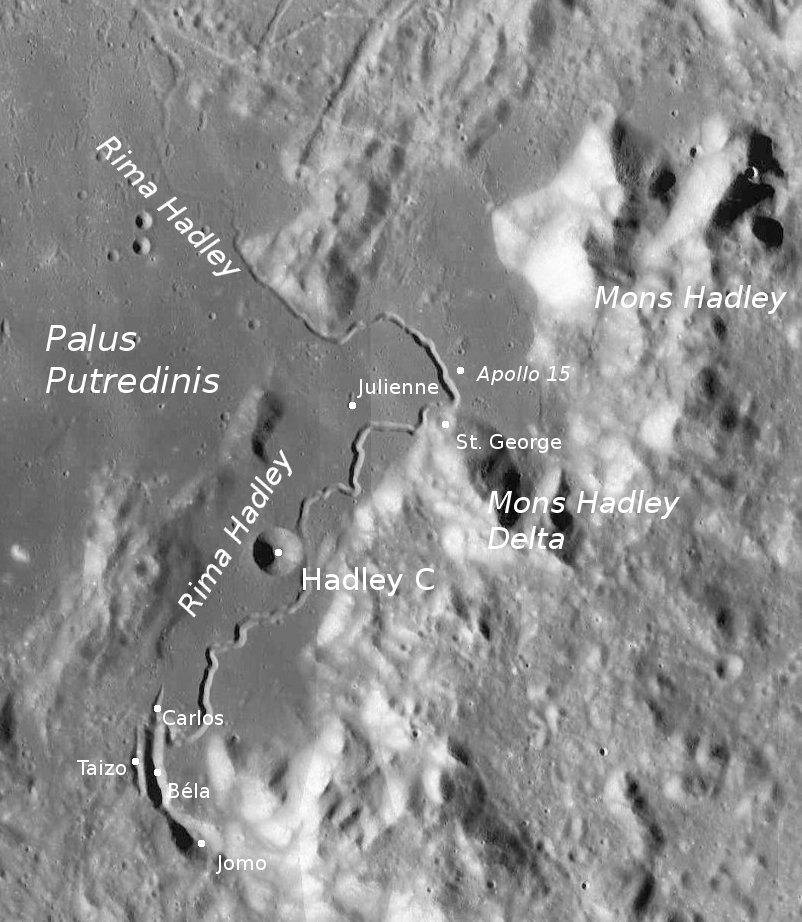
Окрестности кратера Карлос
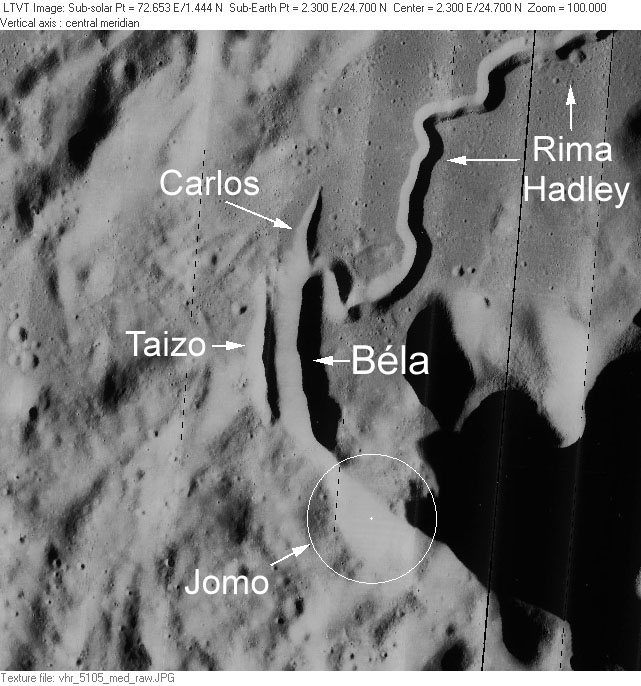
Ближайшие окрестности кратера Карлос

## Сателлитные кратеры
Отсутствуют.